# Giardiniera (cucina)
La giardiniera, anche detta giardiniera campagnola e antipasto piemontese, è un composto di ortaggi spezzettati, lessati in acqua ed aceto e utilizzati come contorno, guarnitura o componente di altri piatti.

## Storia
La giardiniera è un modo antichissimo di conservare parte della sovrabbondante produzione di verdure dei mesi estivi, allo scopo di consumarle durante l'inverno.

## Ingredienti
Gli ortaggi generalmente utilizzati per preparare la giardiniera sono: carote, sedani, l'infiorescenza di cavolfiori, cipolline, peperoni e cetriolini. Le quantità e tipologia dei vari ortaggi nel composto sono da dosare secondo i gusti del consumatore. Nella giardiniera tradizionale sono sempre presenti le carote, i cavolfiori e i sedani.

## Preparazione[4][6][7]
Dopo averli puliti, lavati e tagliati a tocchetti non troppo piccoli, gli ortaggi dovranno rimanere in un recipiente per alcune ore in modo da perdere parte dell'acqua da cui sono composti. Verranno poi versati in una mistura di acqua salata e aceto di vino bianco (in parti uguali) da portare ad ebollizione e mantenerla per alcuni minuti. Cipolline e cetriolini debbono essere scottati precedentemente in aceto puro. Carote e sedani debbono essere cotte per pochi minuti, allo scopo di mantenere una certa croccantezza.
Al termine della cottura gli ortaggi debbono essere scolati e messi in vasi di vetro con chiusura ermetica, avendo cura di distribuire i vari tipi di verdura in quantità uniforme per ogni vaso. Le verdure verranno poi ricoperte da una mistura di aceto e olio bolliti insieme.
I vasi devono essere riposti in luogo fresco e buio. La giardiniera diviene pronta per il consumo dopo non meno di un mese dal confezionamento e, normalmente, si conserva per circa un anno. Essendo un preparato tradizionale, moltissime sono le varianti zonali per ortaggi impiegati, aggiunte di aromi o modalità di esecuzione.